# 日本地域学会
日本地域学会（にほんちいきがっかい、英：The Japan Section of the Regional Science Association International、略称：JSRSAI）は、地域科学に関する日本の学会。

## 概要
国際地域学会（当時Regional Science Association、現在の Regional Science Association International、略称：RSAI）の日本支部として1962年に設立された。日本学術会議協力学術研究団体の一つである。地域・都市・交通・貿易などを対象とした経済学を主としつつも学際的・分野横断的な活動が特徴的であり、会員の主な研究分野は経済学の他、財政学、政策学、交通工学、環境科学、農学、情報科学など多岐にわたっている。

## 活動
- 年次大会が原則として秋に行われる。大会では研究発表の他、総会と各種学会賞の授与式が行われ、一般公開のシンポジウムが同時に開催されるのが通例となっている。

## 機関誌
- 「地域学研究」（英：Studies in Regional Science、略称：SiRS）
- その他、英文誌「Asia-Pacific Journal of Regional Science」（略称：APJRS）についてSpringer社と契約を結んでおり、会員は同誌へのアクセス権が与えられる。